# トーマス・フィリップス (初代準男爵)
初代準男爵トーマス・フィリップス（英: Sir Thomas Phillipps, 1st Baronet、1792年7月2日 - 1872年2月6日）は、イギリスの好古家、書籍収集家である。19世紀最大の写本資料のコレクションを構築したことで知られる。
織物製造業者の私生児であり、多額の遺産を相続したが、そのほぼ全てをベラムの写本の購入に当て、さらに多額の借金をした。フィリップスの蔵書は刊本4万冊と写本6万冊からなり、一個人が集めた蔵書としては最大のものである。フィリップスの写本への執着を表す言葉として"vello-maniac"（ベロマニアック、ベラム狂）という言葉が作られたが、より一般的には「ビブリオマニア」と呼ばれる。

## 生涯

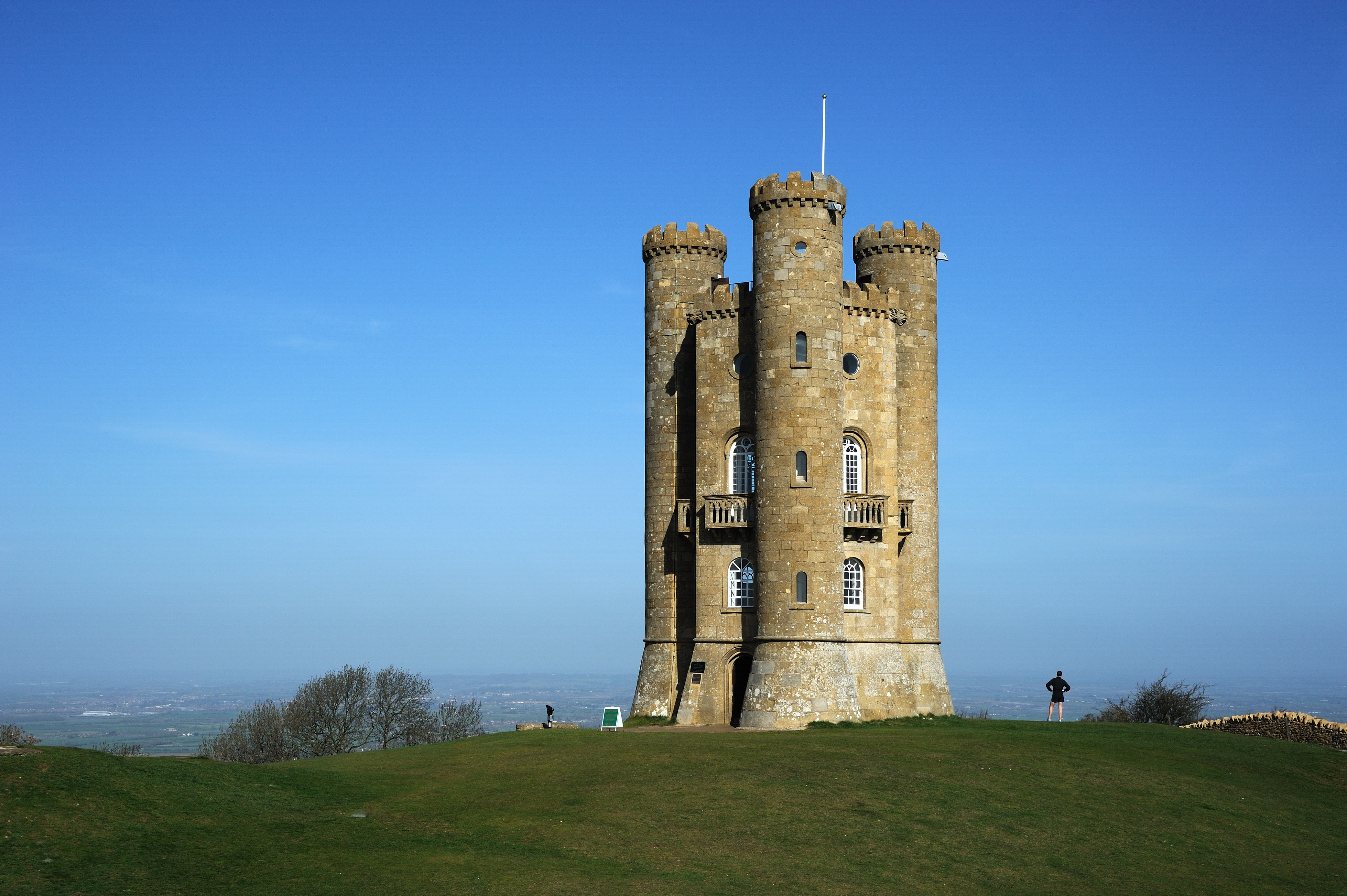
フィリップスの印刷所が置かれたブロードウェー・タワー

フィリップスは1792年7月2日にマンチェスターで生まれた。父のトーマス・フィリップスは織物製造業者で、ウスターシャー州ブロードウェイ出身だった。
1808年、16歳のときには既に112冊の本（主にゴシックのチャップ・ブック）を所有していた。フィリップスは後に「世界にある全ての本を1冊ずつ持ちたい」と言ったと記録されている。ラグビー校在学中から本格的な書籍収集を始めた。現在グロリア・クラブにある1811年のフィリップスの写本目録には、1808年から収集を始めたと書かれている。オックスフォード大学ユニヴァーシティ・カレッジに入学しても本の購入を続けた。1815年に学士号、1820年に修士号を取得した。1820年に王立協会フェローに選出された。
1818年に父が亡くなり、ブロードウェイ近郊のミドルヒルの邸宅と敷地など全ての財産を相続した。1821年、29歳のときに(ウースター州ミドルヒルの)準男爵(Baronet, of Middle-Hill, in the County of Worcester)に叙された。この叙任は、妻の父のトマス・モリニューが第6代ボーフォート公爵との繋がりを持っていたことによるものである。1825年にウスターシャーの州長官(High sheriff)に任命された。
A・N・L・マンディーによれば、フィリップスの元には週に40から50冊の新しい本が届き、おそらく年間で4千から5千ポンド、生涯で20万から25万ポンドを本に費やしたという。フィリップスは、書店へ行くとその在庫を全て買い、書籍商の目録を受け取ると掲載されている本を全て買い、オークションでは出品された本を全て代理人に落札させた。ミドルヒルにあるフィリップスのカントリー・ハウスは、20部屋中16部屋が書庫として使われていた。大英博物館の写本管理者のフレデリック・マッデンは、フィリップスの家について日記に次のように書いている。
この家は、私が訪れるたびに陰鬱で荒れ果てているように見え、今では写本の詰まった大きな箱で一杯になっていない部屋はなくなっている。この状況は本当に信じられない。夫人は不在だったが、私が彼女だったら、こんな惨めな家には戻らないだろう……。全ての部屋が、足元・テーブル・ベッド・椅子・梯子などに積まれた紙・写本・刊本・包みなどの山で埋まっており、全ての部屋に、より貴重な書物が入った大きな箱が天井まで積まれているのだ! 全くもってうんざりする……。この家の窓は開けることができず、閉ざされた空気と紙や写本の匂いはとても我慢ができない。
フィリップスは蔵書の目録の作成も行っていた。1822年にミドルヒル・プレスという印刷所を設立し、自身の蔵書の目録だけでなく、イギリスの地誌や系譜に関する研究成果の刊行も行った。この印刷所は、1788年に建てられたブロードウェー・タワーに置かれた。

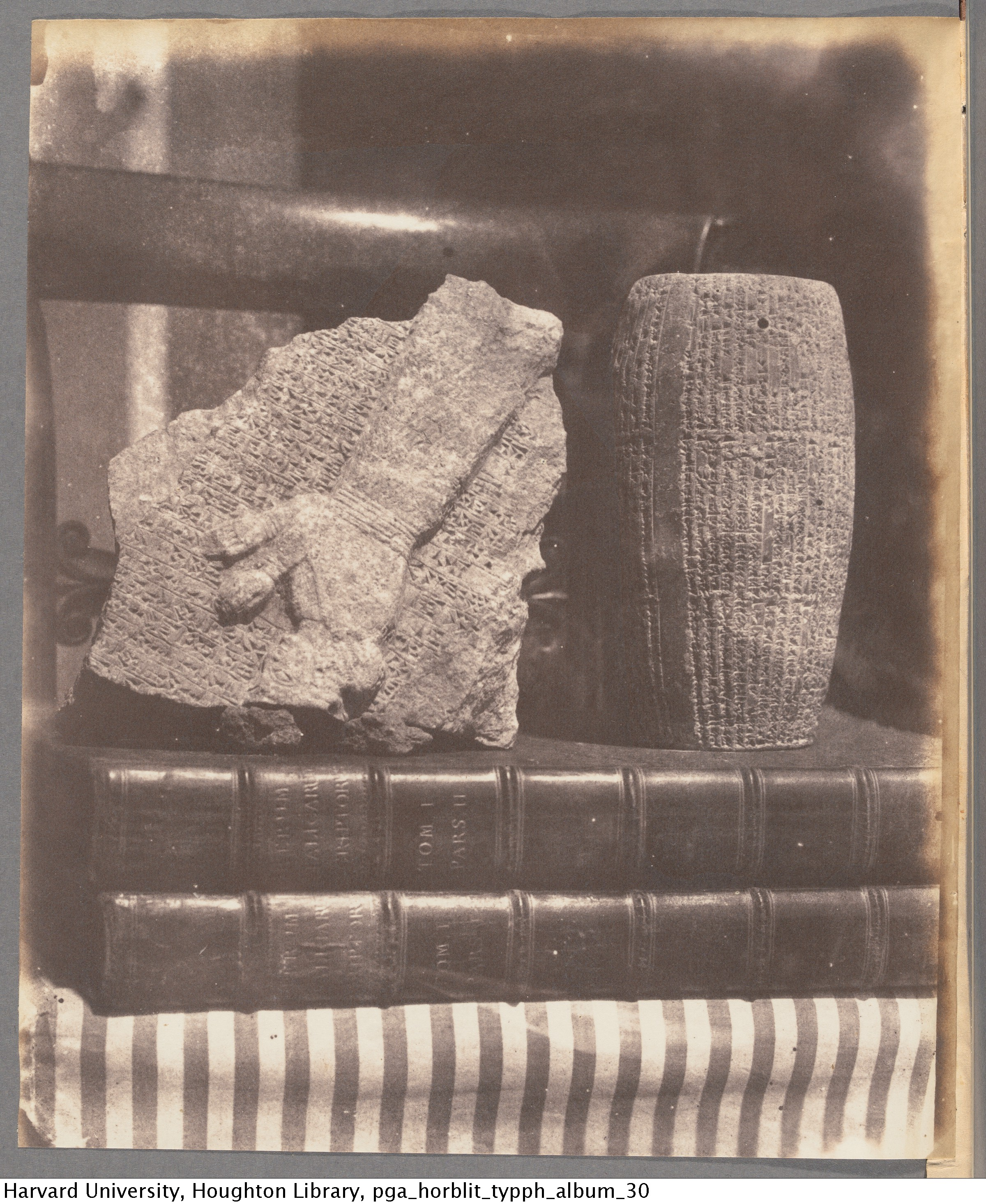
書籍の上に古代バビロニアの出土品を置いた写真。1853年、アメリア・エリザベス・グッピー撮影

1850年、カンブリア考古学協会の会合で、フィリップスは自身の膨大な蔵書をウェールズに移すつもりであると発表した。1853年、フィリップスは遠戚のアメリア・エリザベス・グッピーを雇い、古代バビロニアの出土品などのコレクションの一部の写真を撮った。

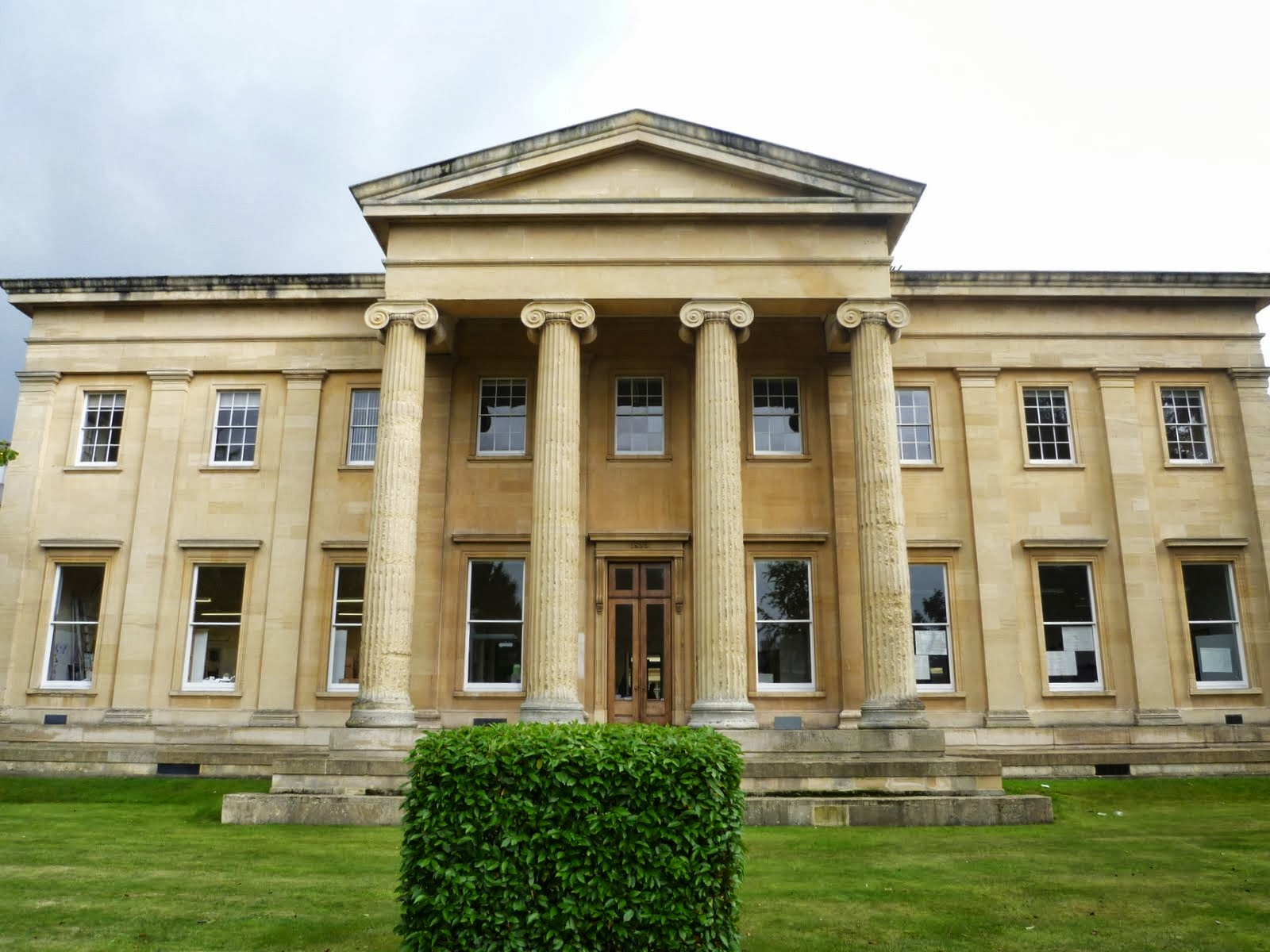
フィリップスが蔵書を移動させたサーレスタイン・ハウス

フィリップスは、別居中の娘が自身の財産を相続する際、その夫のジェームズ・オーチャード・ハリウェルに蔵書の所有権が移るのを避けるために、1863年に蔵書の移動を開始した。ハリウェルはかつてフィリップスと一緒に研究をしていたことがあるが、その際にフィリップスの蔵書を盗んだり（1603年刊行の『ハムレット』を盜み、蔵書印が入ったページを取り去って大英博物館に売り付けたことがあった）、貴重な古書のページを切り取ってスクラップブックに貼り付けたりすることがあった。フィリップスの蔵書は、8か月かけてチェルトナムのサーレスタイン・ハウスに移された。2頭曳きの馬車で105台以上の分量だった。ミドルヒルの邸宅は放棄された。サーレスタイン・ハウスの以前の所有者は第2代ノースウィック男爵であり、1859年に男爵が遺言を残さずに死去した後、遺族が男爵の美術コレクションとともに売却していた。
フィリップスは1872年2月に79歳でサーレスタイン・ハウスにおいて死去した。フィリップスには娘しかいなかったため、準男爵位は廃絶した。遺体はウースターシャー州ブロードウェイの聖エアドブルフ教会に埋葬された。

## 遺産
1872年にフィリップスが亡くなった後に大英博物館のエドワード・オーガスタス・ボンドが行った鑑定によれば、フィリップスの蔵書の評価額は74,779ポンド17シリング0ペンスだった。フィリップスが生きていた時代は、フランス革命後に修道院の蔵書が散逸し、大量のベラム資料、特にイギリスの法的文書が安価に入手できるようになっており、その多くをフィリップスが入手した。
フィリップスは生前、自身の蔵書がイギリス政府に引き渡されて大英博物館に収蔵されることを希望し、当時の財務大臣のベンジャミン・ディズレーリと連絡を取っていた。しかし政府との交渉は失敗し、最終的に蔵書の処分には100年以上を要することになった。フィリップスは遺言で、蔵書をサーレスタイン・ハウスに置いたままにすること、書店や他人に蔵書を整理させないこと、ローマ・カトリック教徒、特に娘婿のジェームズ・ハリウェルには蔵書を見せないことを規定した。1885年、衡平法裁判所は、この規定が厳しすぎると判断し、フィリップスの孫のトーマス・フィッツロイ・フェンウィックの監督のもとでの図書館への売却を許可した。ヨーロッパの資料の大部分は、ベルリン王立図書館、ベルギー王立図書館、ユトレヒト公文書館など、ヨーロッパ大陸の公立の図書館や公文書館に売却された。特に優れた資料はモルガン・ライブラリーやハンティントン・ライブラリーに売却された。1946年、フィリップスの蔵書の「残余」(residue)と称するものがロンドンの書籍商であるロビンソン兄弟に10万ポンドで売却されたが、これは目録化も調査もされていないものだった。ロビンソン兄弟は、購入した書籍の目録を作成してサザビーズに出品した。2006年6月7日、クリスティーズに未売却のフィリップスの最後の蔵書が出品された。
フィリップスの蔵書の売却に関するA・N・L・マンディーの本、"Phillipps Studies"全5巻が、1951年から1960年にかけて出版された。

## 家族

トーマス・フィリップス自身の紋章。

フィリップスは1819年に、トマス・モリニュー(Thomas Molyneux)少将の娘のヘンリエッタ・エリザベス・モリニュー(Henrietta Elizabeth Molyneux)と結婚した。フィリップスの父は、持参金が少ないことからこの結婚に反対しており、父が死去した翌年に結婚した。最初の妻のヘンリエッタとは1832年に死別し、1848年にエリザベス・ハリエット・アン・マンセル(Elizabeth Harriet Anne Mansel)と再婚した。
ヘンリエッタとの間には、ヘンリエッタ（Henrietta、1819年生）、ソフィア（Sophia、1821年生）、キャサリン（Katharine、1829年生）の3人の娘がいた。長女のヘンリエッタは、シェイクスピア研究家のジェームズ・オーチャード・ハリウェルと結婚した。ハリウェルはケンブリッジ大学在学中に、フィリップスと共同で研究していた。1842年にハリウェルがフィリップスの家を訪れたときに2人は知り合い、交際するようになった。フィリップスが2人の結婚を認めなかったため、2人は駆け落ちした。フィリップスは激怒し、2人のことを一生恨み続けた。邸宅や蔵書は三女のキャサリンに遺贈された。